# Bière traditionnelle
Vous pouvez aider à l'améliorer ou bien discuter des problèmes sur sa page de discussion.
- Il ne cite pas suffisamment ses sources. Vous pouvez indiquer les passages à sourcer avec {{référence nécessaire}} ou {{Référence souhaitée}}, et inclure les références utiles en les liant aux notes de bas de page. (Marqué depuis décembre 2013)
- Il contient une ou plusieurs listes. Le texte gagnerait à être rédigé sous la forme d’un ou plusieurs paragraphes synthétiques, afin d’être plus agréable à lire. (Marqué depuis mars 2021)
- Son texte doit être wikifié : il ne correspond pas à la mise en forme Wikipédia (style, typographie, liens internes, liens entre les wikis, etc.). (Marqué depuis mars 2021)

- Archive Wikiwix
- Bing
- Cairn
- DuckDuckGo
- E. Universalis
- Gallica
- Google
- G. Books
- G. News
- G. Scholar
- Persée
- Qwant
- (zh) Baidu
- (ru) Yandex
- (wd) trouver des œuvres sur Wikidata

Il n'existe pas d'appellation officielle pour désigner la bière traditionnelle (autochtone, indigène, tropicale, ethnique ou ancestrale), brassée depuis des temps lointains par nombre de populations autochtones réparties sur tous les continents. Les anciens Égyptiens disposaient déjà de maisons de bière.
Aujourd'hui, la bière dans sa définition légale désigne un produit contenant au minimum de l'eau, du malt d'orge, du houblon et de la levure comme ingrédients. Toutefois, en Occident, au Moyen Âge, le gruit remplaçait le houblon et la levure n'existait pas encore en tant que telle. On brassait aussi bien avec du froment que du seigle ou d'autres céréales. Certains types de bières artisanales ou industrielles forment d'ailleurs désormais des types de bières spécifiques en vertu de ces ingrédients particuliers (Oatmeal Stout, Emmerbier, Dinkelbier, Roggenbier, etc.).
Dans le monde anglo-saxon, l'appellation « bière » souvent réservée aux boissons fermentées de moins de 5 % d'alcool en volume, alors que le terme de malt liquor ou « liqueur de malt » est employé pour désigner les bières de 5 à 9 % en vol. et celui de wine ou « vin » (barley wine, rice wine) pour celles comprenant entre 10 et 20 % d'alcool en volume.
Le mode de préparation ou le processus de fabrication de la bière est similaire entre les continents. La bière est une boisson alcoolisée obtenue à partir de la fermentation des sucres simples obtenus par la saccharification (par des enzymes provenant de céréales maltées, de racines, de champignons ou de la salive) de matières amylacées (des céréales en général, mais des graminées ou des tubercules conviennent aussi, voire des fruits).
Le pain liquide a une fonction essentielle dans nombre de sociétés qui consomment ces bières, auxquelles les enfants ont souvent accès, en plus de rôles sociaux ou rituels qui peuvent y être associés. La consommation individuelle de ces bières est très importante dans certains pays africains (660 millions de litres en 2016 pour le Cameroun) et dépasse les records européens concernant la bière industrielle.
De manière générale, ces bières traditionnelles ne sont ni légères ni rafraîchissantes ; au contraire, elles ont un fort potentiel nutritif, et présentent un aspect trouble, voire opaque, délivrant peu de gaz (à moins qu'il ne s'agisse de bière verte ou tiède en pleine fermentation) et ayant un goût aigre ou acidulé. On les boit très souvent à la paille afin de ne pas absorber des matières résiduelles et on ne les conserve pas. Quant à leurs taux d'alcool, ils sont très variables allant de 1 à 16 % en volume.
La production à petite échelle individuelle ne signifie pas que leur poids économique soit minime ; au contraire, la production de bière de banane ou de sorgho se chiffre en millions d'hectolitres et concurrence vivement le marché des bières industrielles quand il ne le domine pas (jusqu'à 80 % de part de marché), étant plus abordable. Les brasseurs occidentaux ne s'y sont d'ailleurs pas trompés en proposant à leur clientèle tropicale des bières brassées à l'aide de denrées locales, donc moins chères à importer et à vendre, et plus proches du goût traditionnel local. Comme par ailleurs il existe de vrais problèmes d'hygiène des petites productions locales, au point que certains pays africains interdisent désormais le brassage domestique, les produits de substitutions sont du coup très recherchés mais le savoir ancestral est dès lors menacé. 

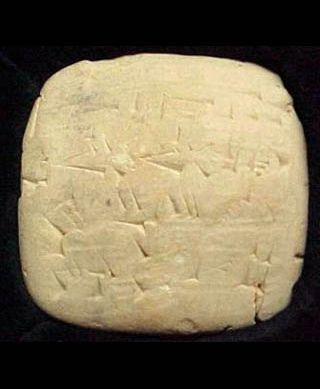
Ancienne recette de bière de Sumer

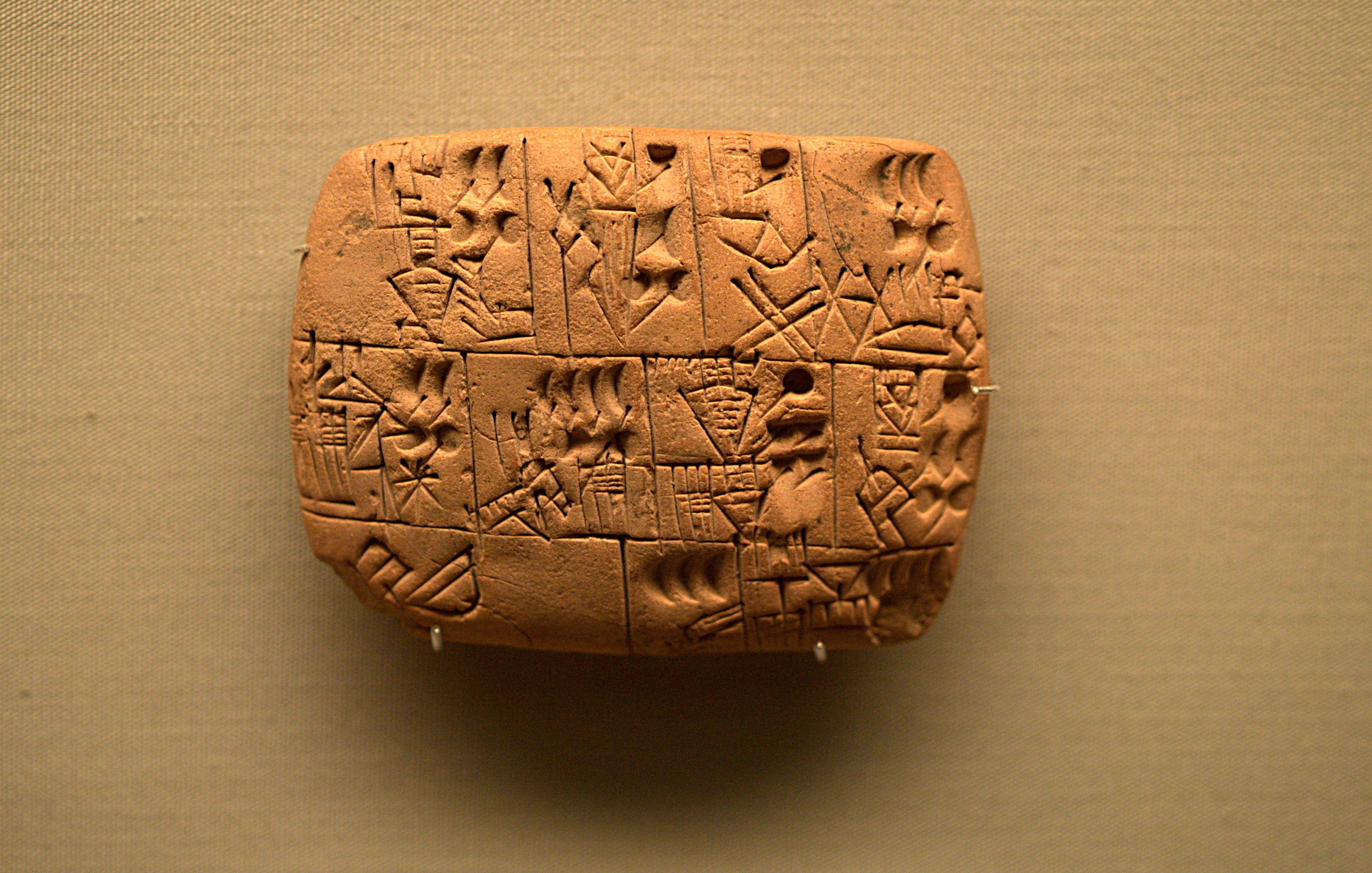
Pictographes d'une allocation de bière sumérienne (-3000 av. J-C.)

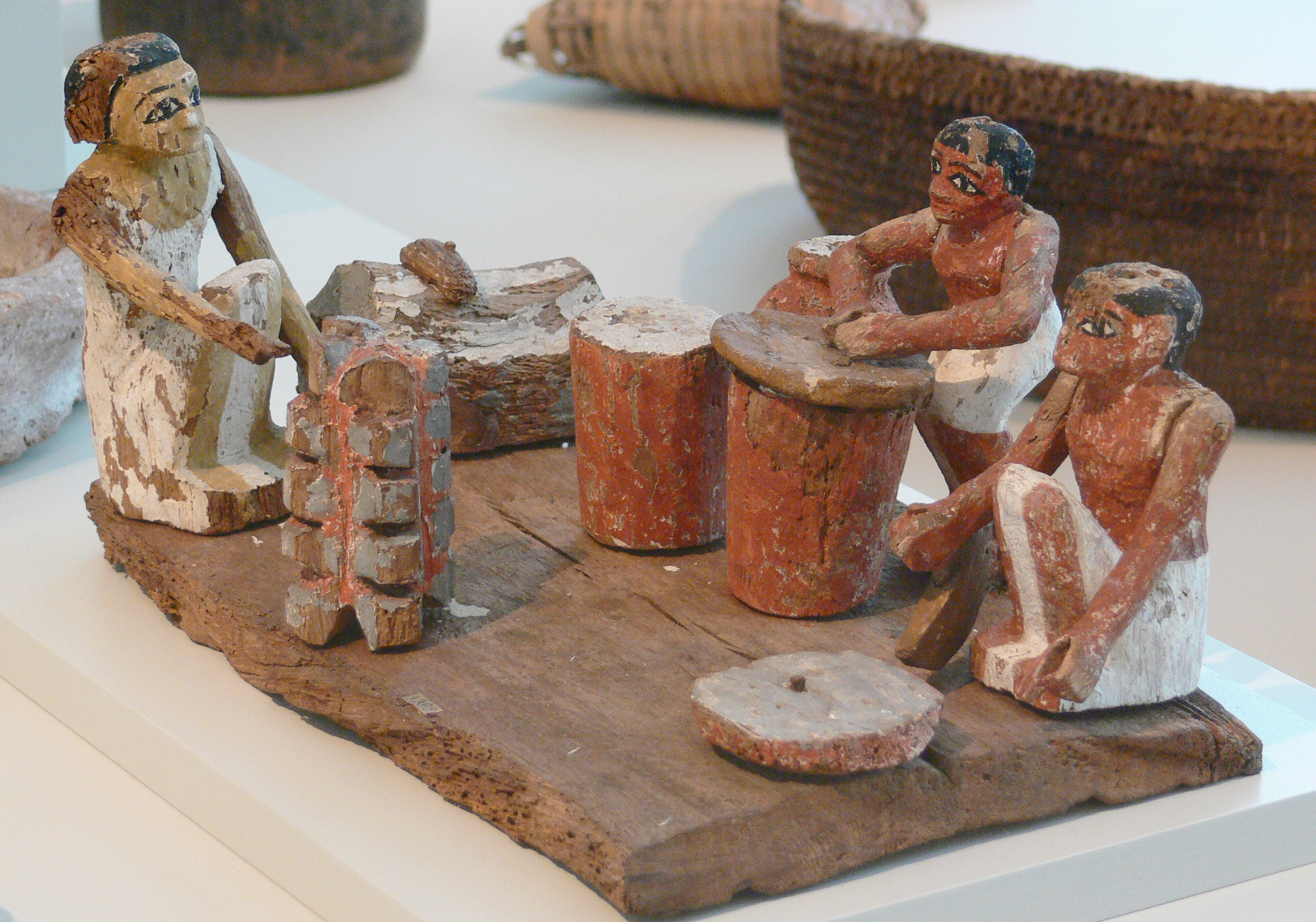
Brassage en Égypte ancienne

## Céréales

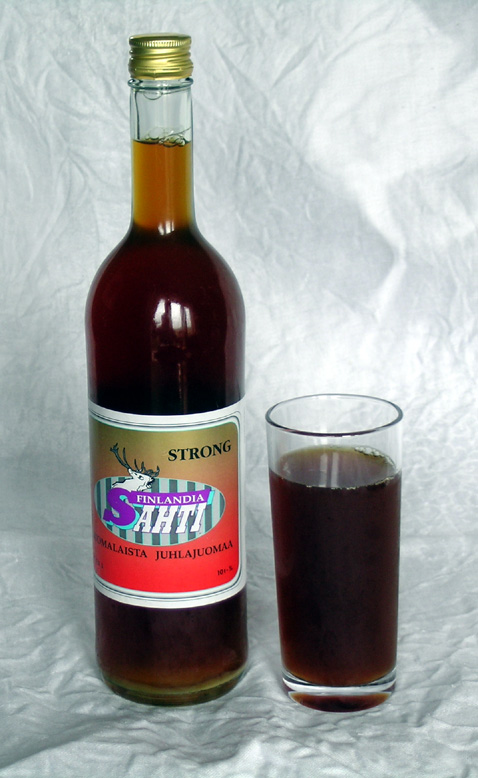
Sahti commercial

Toutes les céréales se prêtent à l'amylase, toutefois, depuis les temps anciens, certaines ont été préférées. D'autres ne sont pas mentionnées ici faute de trouver un nom précis de bière traditionnelle qui en fasse usage.

### Bière d'amidonnier
L'amidonnier était très prisée par les Anciens et on la retrouve notamment dans :
- Sikaru (Sumer)
- Zythum (Égypte antique)

### Bière d'avoine
L'avoine est une céréale assez pauvre destinée à l'alimentation animale, et par défaut à des bières rustiques :
- Chang, Tongba ou Marwa (Bhoutan, Chine, Inde, Népal)
- Keptinis alus (Lituanie)
- Sahti (Finlande)

### Bière de blé tendre (froment)

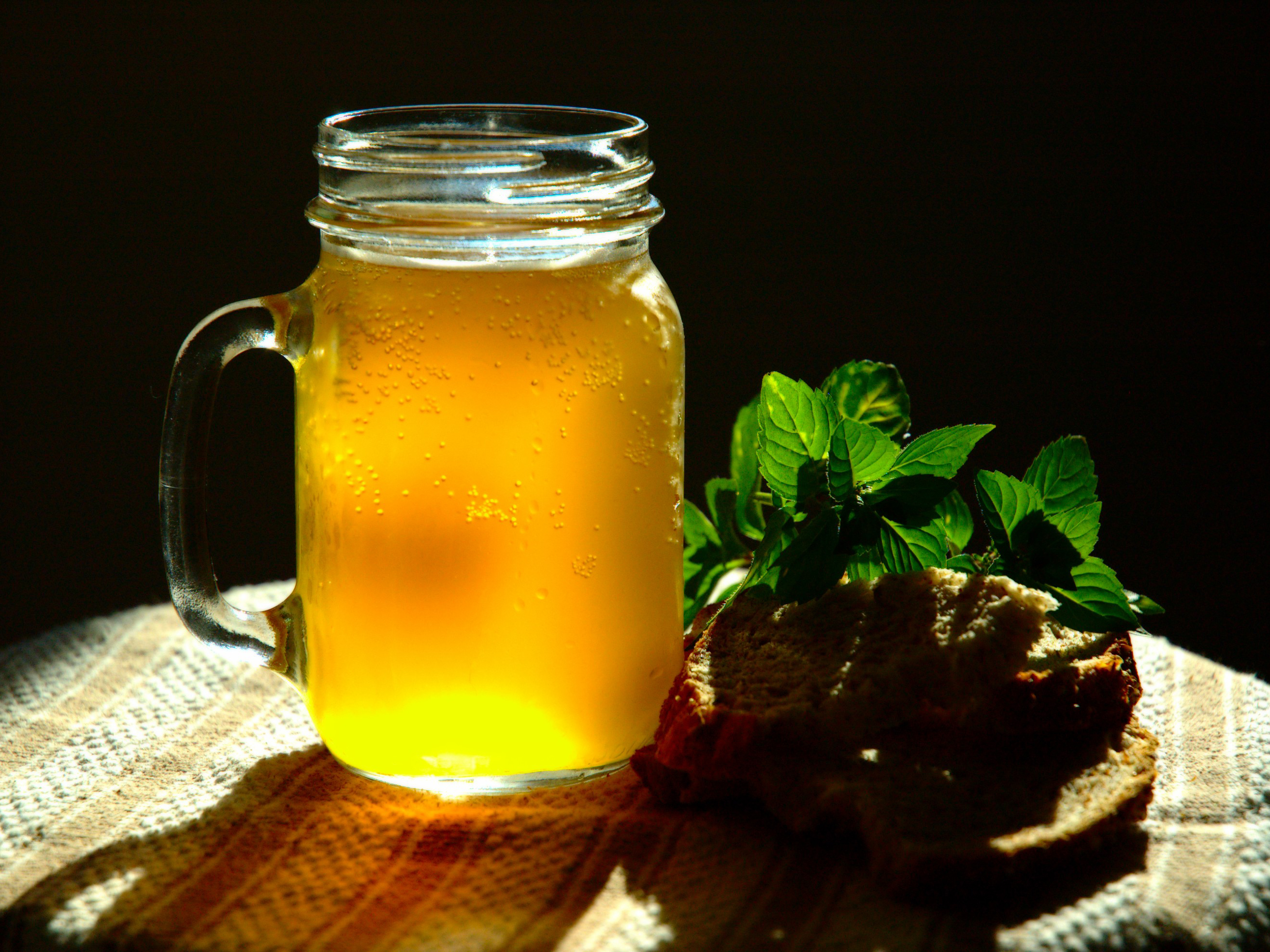
Verre de kvas

En raison de la prédilection de son usage en panification, le blé est moins usitée en brasserie que l'orge.
Ce style de bière est communément dénommé Bière Blanche, ce sont des bières de fermentation haute contenant du froment non malté, non filtrées ce qui leur donne cet aspect laiteux qui est à l'origine de leur nom. De nos jours, la levure utilisée est la Saccharomyces cerevisiae. Il existe deux grandes traditions de bière « blanche » : en Belgique (Witbier ou Tarwebier) et en Bavière (Weizenbier).

### Bière d'éleusine

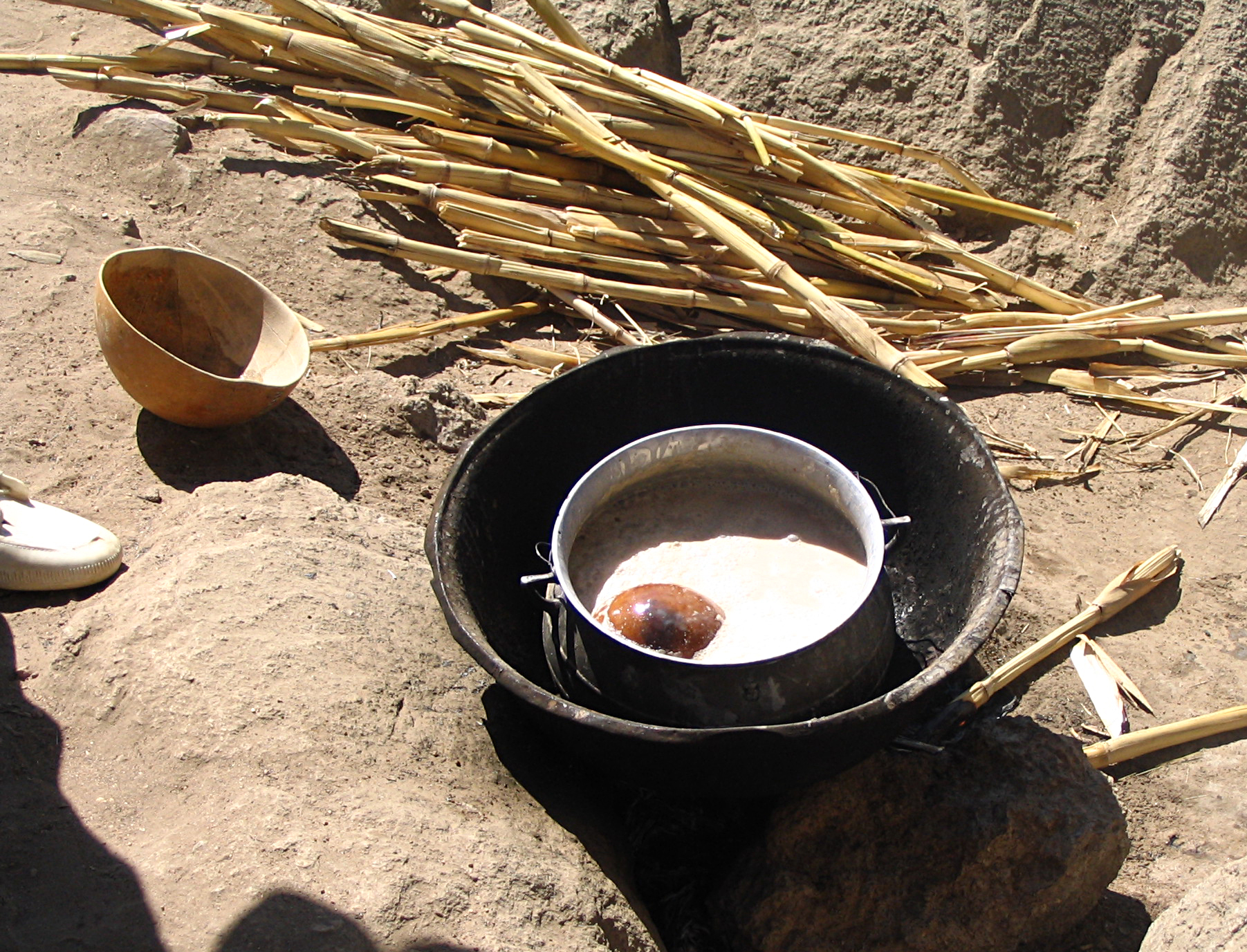
Bière de mil

L'éleusine est une céréale secondaire qui joue un rôle important dans certains pays africains avec notamment :
- Amargwa y uburo (Rwanda)
- Amasoni (Kenya)
- Aua (Congo)
- Busaa et Bousa (Kenya, Ouganda, Tanzanie)
- Chang, Tongba ou Marwa (Bhoutan, Chine, Inde, Népal)
- Daloy et Tchergue (Cameroun)
- Tchapalo ou Chapalo (Bénin, Burkina Faso, Côte d'Ivoire, Niger, Togo)

### Bière d'épeautre

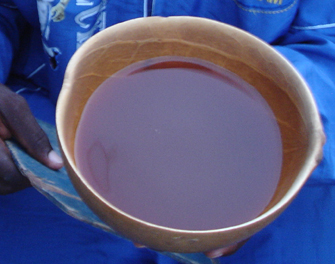
Bol de pito

L'épeautre est rarement employée :
- Sikaru (Sumer)

### Bière de fonio noir
Le fonio noir est une rare et très ancienne céréale africaine :
- Tchapalo ou Chapalo ou Dolo (Mali, Bénin, Burkina Faso, Côte d'Ivoire, Niger, Togo)

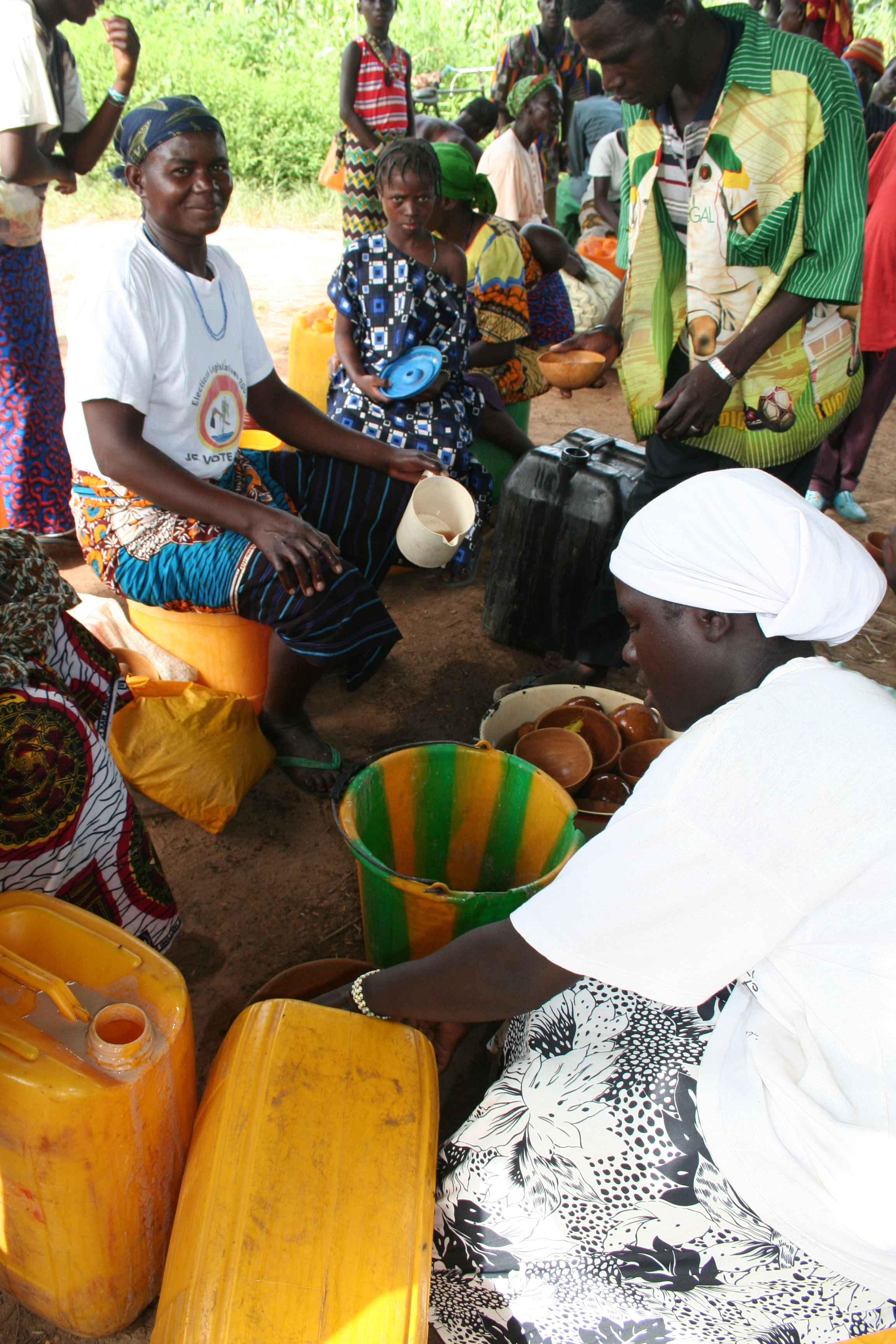
Dolotière

### Bière de maïs
- Abati (Argentine, Paraguay),
- Atol de maíz tierno (Guatemala),
- Bangberu, Gualo, Kibuku et Ovallo (Congo), Batári, Charagua,
- Chicha, Izquiate, Nahua, Ostoche, Quebranta huesos, Sendecho, Sugíki, Tepache et Tesgüino (Mexique),
- Bordè (Éthiopie),
- Byala et Riadleku (Mozambique),
- Capata et Cimbombo (Angola),
- Chibuku (Zambie),
- Doko (République centrafricaine),
- Flatta (Guinée), Gir et Sekete (Nigéria),
- Ndoro (Mali),
- Outega (Comores),
- Pito, Nandom, Kokmba, Togo et Dagarti (Ghana, Nigéria),
- Oshikundu (Angola, Namibie),
- Pombe (Tanzanie),
- Sora (Pérou),
- Tchapalo ou Chapalo (Bénin, Burkina Faso, Côte d'Ivoire, Niger, Togo),
- Tiswin (États-Unis),
- Walwa wakabaka (Zimbabwe)

### Bière de mil
Beaucoup de variétés de mil existent offrant diverses recettes de bières selon leurs ingrédients ou mélanges, tant en Asie qu'en Afrique ou en Amérique.
Dolo (MALI), Chibuku (Zambie), Bangberu (Gabon), Busaa, Bousa et (Burkina) Yargatenga (Éthiopie, Kenya, Ouganda, Tanzanie), Kaffir beer, Bantu beer, Sekete ou Utshwala (Afrique du Sud, Zimbabwe), Kibuku (Congo), Kwete (Ouganda) 

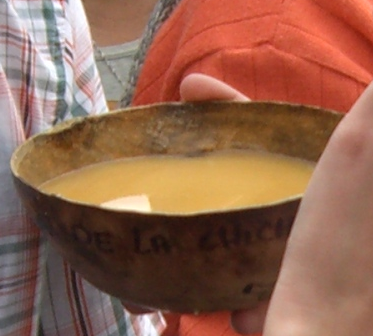
Bol de chicha

### Bière demillet
Il en existe plusieurs variétés en Afrique et en Asie selon le type de malt utilisé : 
- millet : Ajon (Ouganda), Antakar, Cochate, Nylon et Pipi (Tchad), Arehara et Burkutu (Niger), Balsa, Bia, Bours, Bumma, Doley, Ouzam, Peh et Yi (Cameroun), Bière de mil et Pourr (Sénégal), Bozo (Kirghizistan), Boza ou Bouza (Égypte, Nigéria, Soudan), Braga ou Bosa (Europe de l'Est), Chang, Tongba ou Marwa (Bhoutan, Chine, Inde, Népal), Dam (Bénin, Burkina Faso, Ghana, Togo), Finyipe, Katata et Nshikwa (Zambie), Impeke (Burundi), Jaanr ou Bhatte jaanr (Inde), Kaffir beer, Bantu beer, Imfulamfula, Isiqatha, Umqombotha ou Utshwala (Afrique du Sud, Zimbabwe), Khaung, Chin khaung ou Kachin khaung (Birmanie), Mahango, Oshikundu et Ontaku (Angola, Namibie), Mahewu et Magada (Zimbabwe), Merissa (Soudan), Otheka et Pala (Mozambique), Parabiè (Grèce antique), Phumpha (Malawi), Raam (Burkina Faso), Sujiu (Chine ancienne), Tchapalo ou Chapalo (Bénin, Burkina Faso, Côte d'Ivoire, Niger, Togo)
- sorgho : Kaffir beer, Bantu beer, Imfulamfula, Isiqatha, Umqombotha ou Utshwala (Afrique du Sud, Zimbabwe)

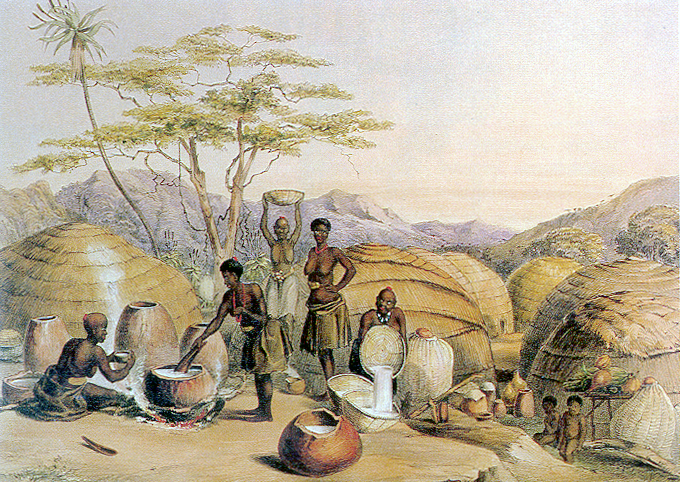
Zoulous préparant la Kaffir beer.

- blé : Tella ou Talla (Éthiopie)

#### Bière demillet des oiseaux
Rare variété utilisée en Inde dans les zones tribales :
- Jann (Inde)

### Bière d'orge
Avant d'intéresser les brasseurs industriels, l'orge a depuis longtemps été choisie pour confectionner la bière selon des recettes variées :
- Bordè et Farso (Éthiopie)
- Boza ou Bouza (Égypte, Nigéria, Soudan)
- Brûtos (Grèce antique)
- Cervoise (France), Coelia et Cervea (Espagne)
- Chang, Tongba ou Marwa (Tibet, Bhoutan, Chine, Inde, Népal)
- Corma et Curmi (Gaule)
- Gotlandsdricka (Suède)
- Hemeket (Égypte antique)
- Jann (Inde)
- Kaul (Viking)
- Keptinis alus (Lituanie)
- Korefe (Éthiopie)
- Koduõlu (Estonie) Bol de nigori saké

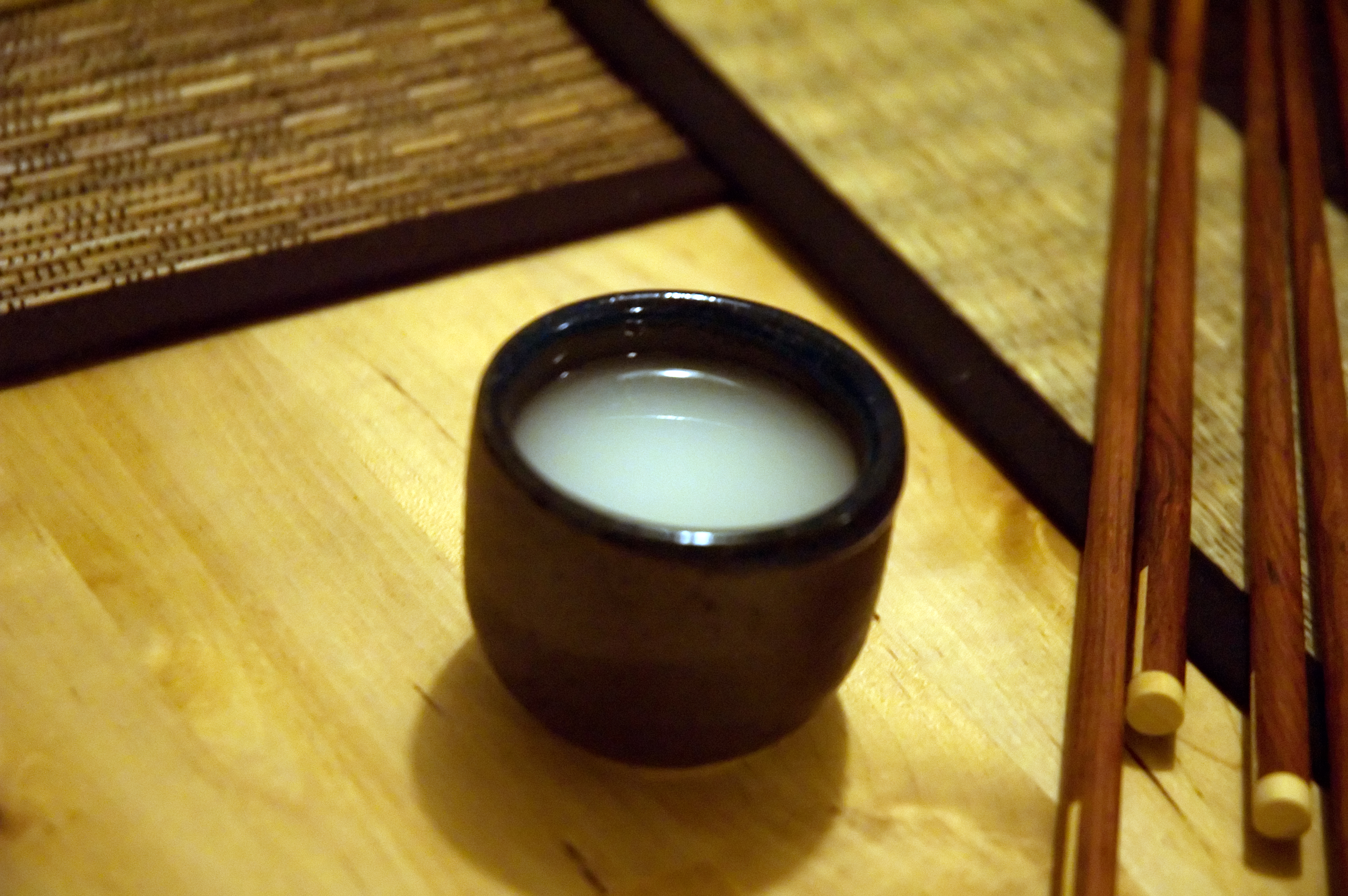
Bol de nigori saké

- Kvas (Biélorussie, Estonie, Lettonie, Lituanie, Ouzbékistan, Pologne, Russie, Ukraine)
- Lambic (Belgique)
- Maijiu (Chine ancienne)
- Sahti (Finlande)
- Sala (Éthiopie)
- Sessar (Hittite)
- Sikaru (Sumer)
- Zambumbia (Mexique)
- Zythum et Dizythum (Égypte ancienne) Bol d'amazake

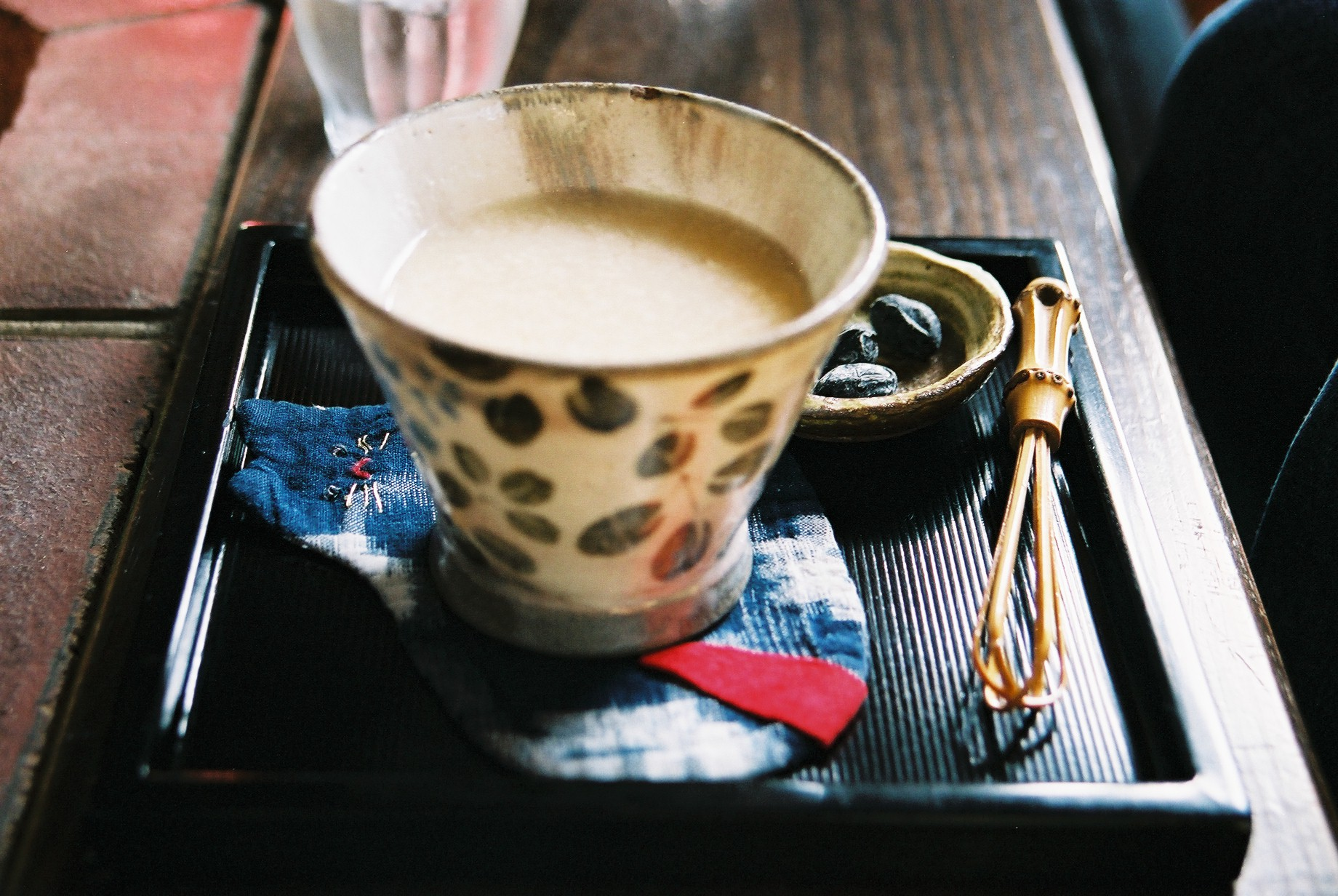
Bol d'amazake

### Bière de riz
Il en existe plusieurs variétés en Asie selon le type de champignon (microscopique) utilisé. Puisque le riz utilisé est cuit et non malté, les Anglo-Saxons les qualifient souvent de Rice Wine, soit « vin de riz », mais « alcool de riz » serait plus exact :
- Brem (Indonésie)
- Chang, Tongba ou Marwa (Bhoutan, Chine, Inde, Népal)
- Choujiu, Huángjiǔ, Mijiu, Lao chao (Chine)
- Ly in (Chine ancienne)
- Dong dong ju, Makgeolli, Nongju, Takju, Beopju, Cheongju et Yakju (Corée)
- Saké, Amazake, Doburoku, Miki, Shirozake et Toso (Japon)
- Sato ou Lao-hai (Thaïlande) Bol de dong dong ju

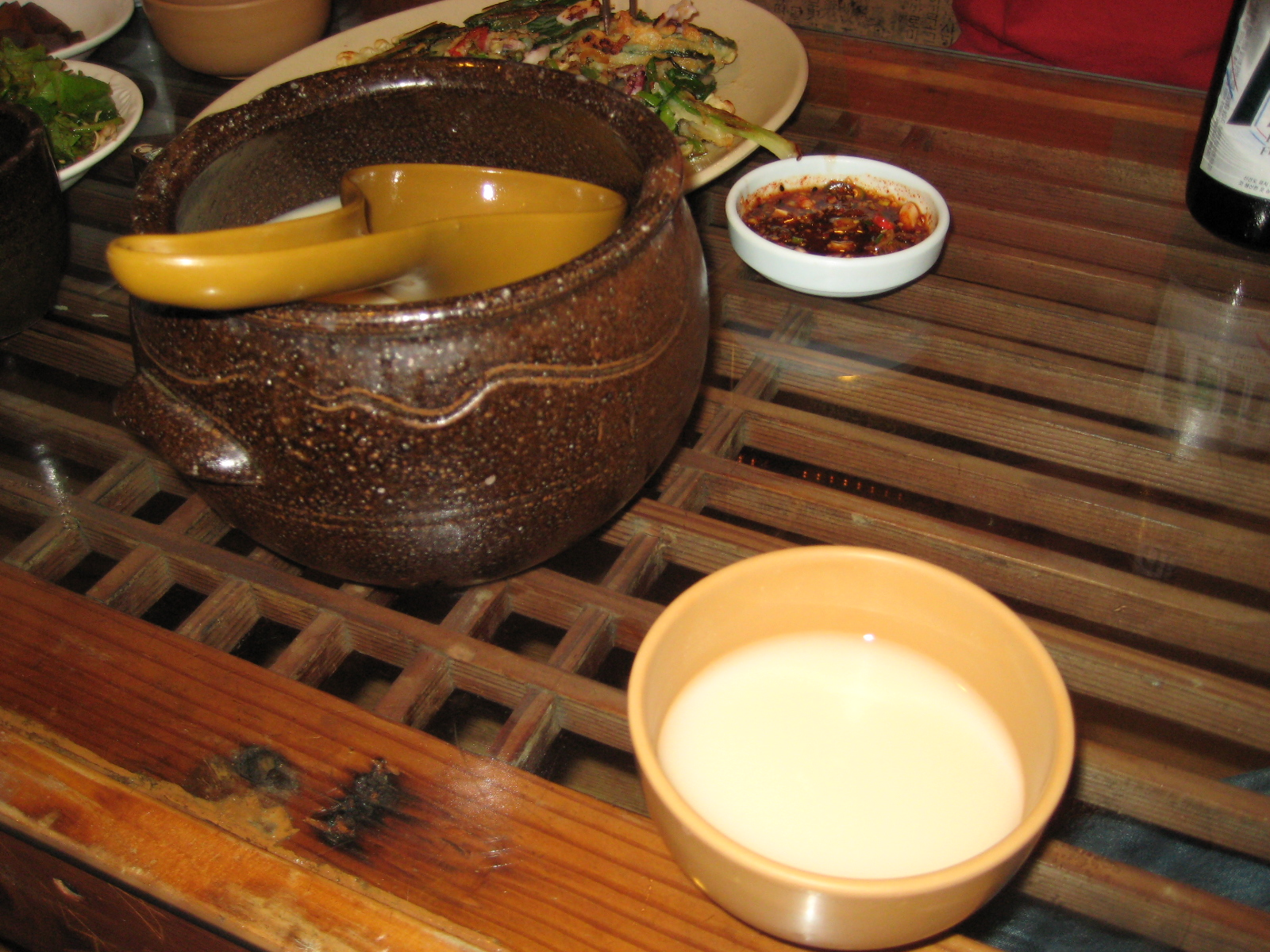
Bol de dong dong ju

- Tapuy, Kulapo ou Pangasy (Philippines)
- Tuak ou Tapaï (Bornéo, Malaisie)
- Zozu (Myanmar)
- Zutho, Apong, Bunkchung, Chi, Chu, Chuak, Daru, Handia, Ijaduijang, Joo, Jumai, Laopani, Lenda, Madhu, Mod, Morpo, Ruhi, Pachwaï, Peja, Sura, Suze et Zu (Inde)

### Bière de seigle
Cette céréale rustique est depuis longtemps connue dans le brassage domestique des pays de l'Est :
- Kalja et Sahti (Finlande)  Bouteilles de sato
- Keptinis alus (Lituanie)

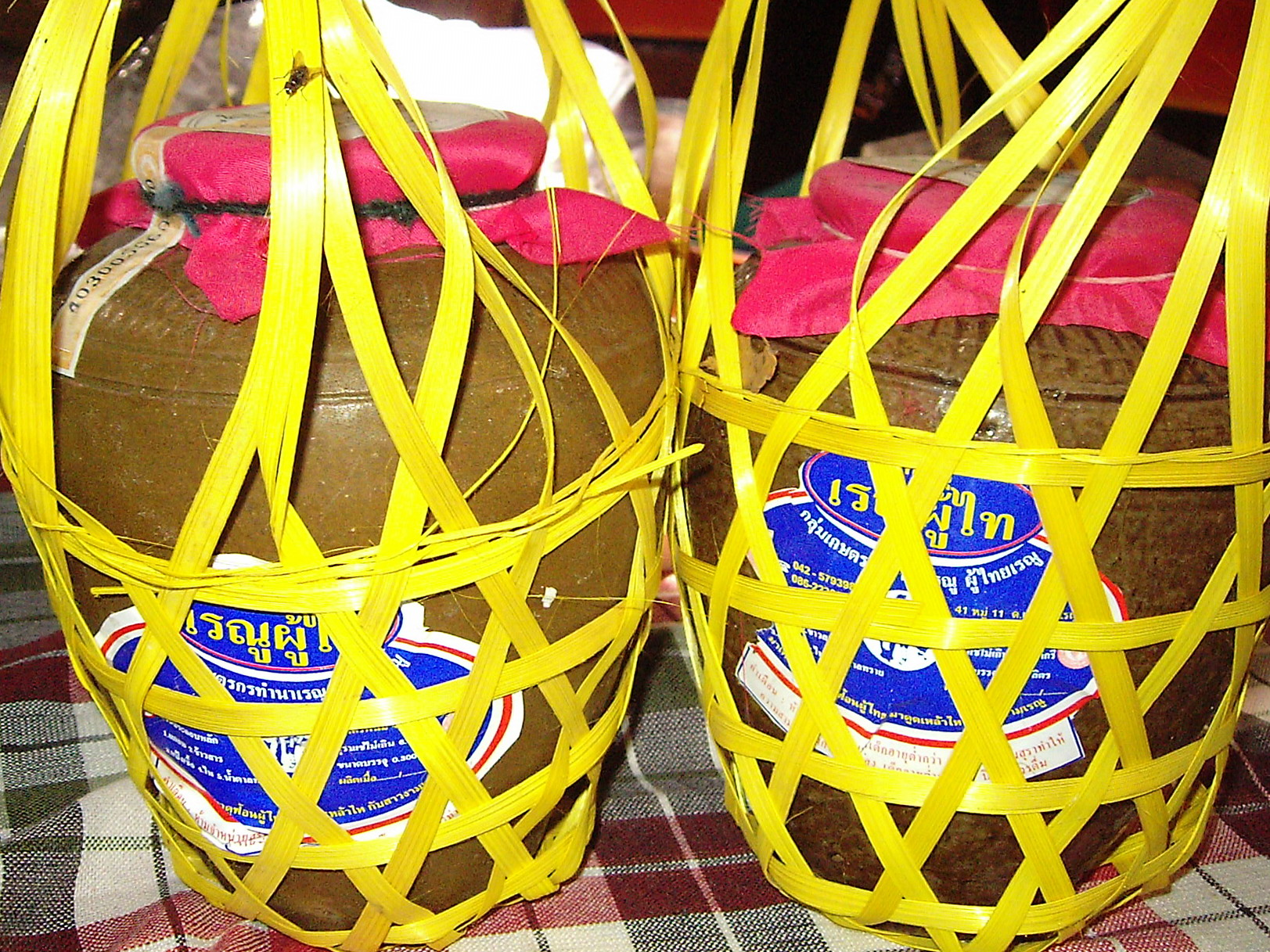
Bouteilles de sato

- Kvas (Biélorussie, Estonie, Lettonie, Lituanie, Ouzbékistan, Pologne, Russie, Ukraine)

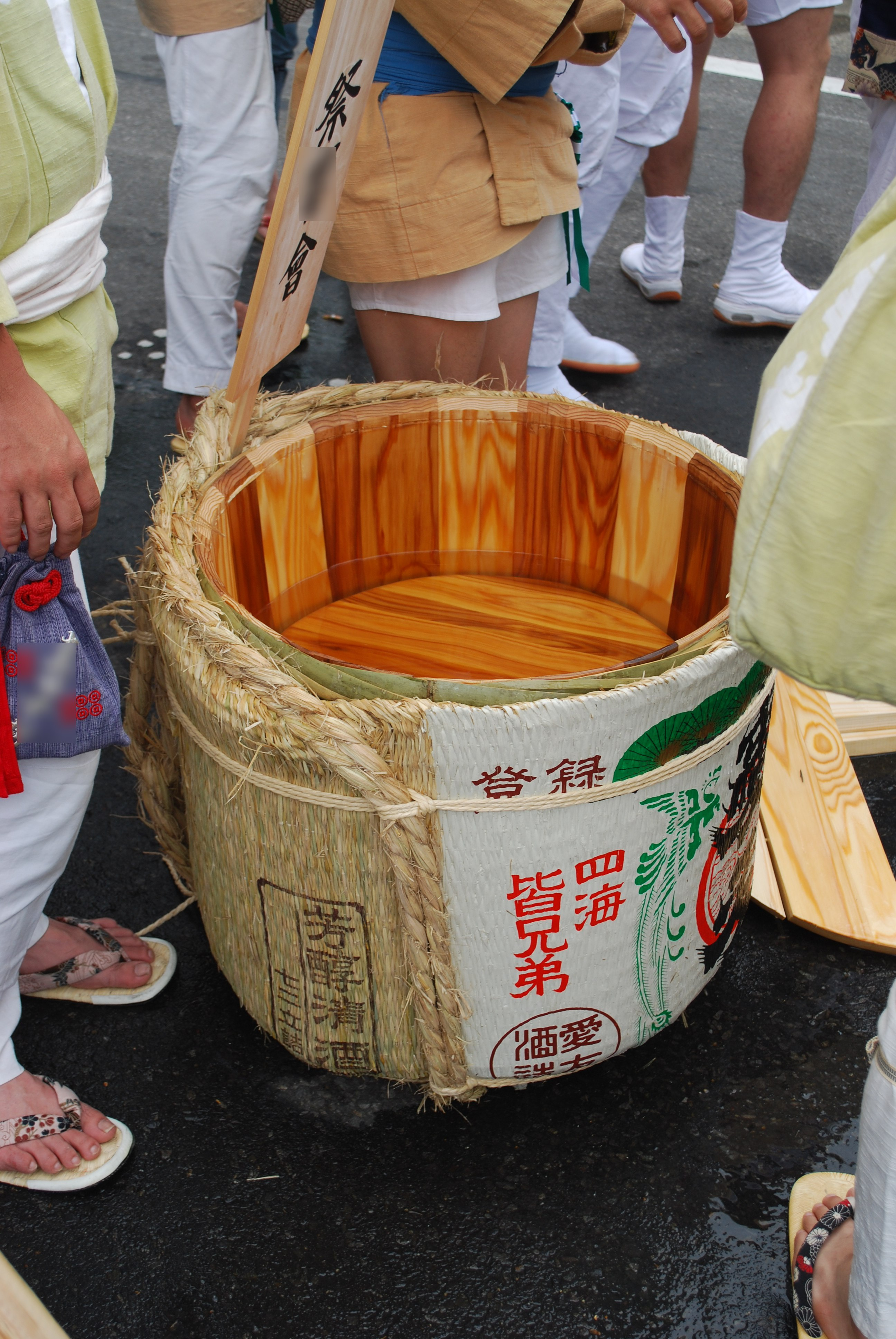
Tonneau de saké

### Bière desorgho

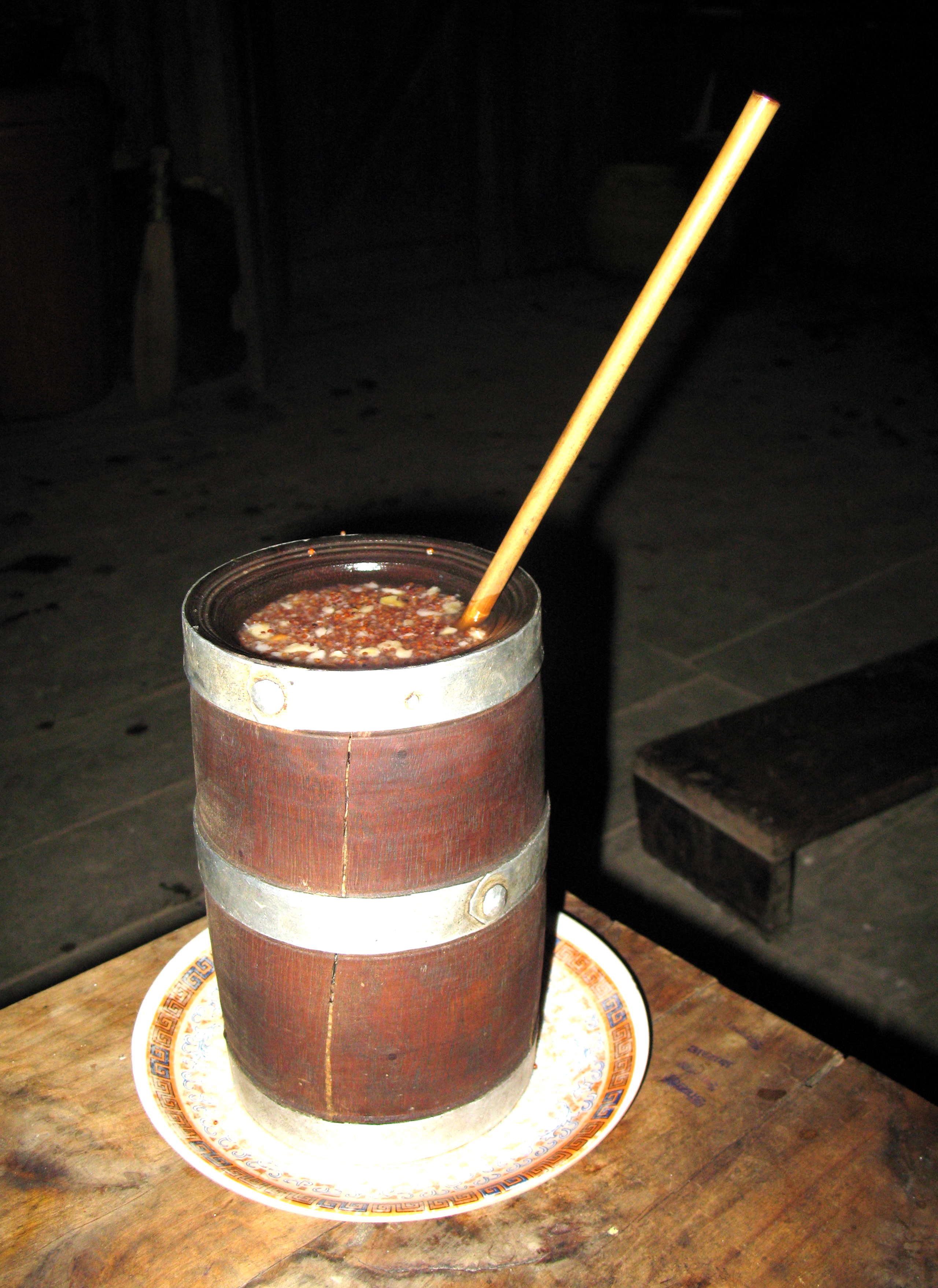
Tongba de chang

Il en existe plusieurs variétés en Afrique selon le type de malt utilisé :
- millet : Dolo (Burkina Faso, Mali), Kaffir beer, Bantu beer, Imfulamfula, Isiqatha, Umqombotha ou Utshwala (Afrique du Sud, Zimbabwe), Pito (Nigéria), Sibamu (Zambie)
- sorgho : Abrey et Merissa (Soudan), Ajouet et Bussa (Ouganda), Amgba, Balsa, Bolo, Doleyna, Fourdou, Himi, Kass, Koumorri, Mgba, Mouzoum, Soum, Suma et Zoum (Cameroun), Amargwa orikagage (Kenya, Rwanda), Bazagbara, Bofunda et Kibuku (Congo), Bil bil ou Bili bili (Cameroun, République centrafricaine, Tchad), Bojalwa ou Khadi (Botswana), Bordè (Éthiopie), Burukutu (Nigéria, Bénin, Ghana), Bwalwa, Mbwejeo et Pombe (Tanzanie), Chang’aa  et Nubiangin (Kenya), Chibuku (Zambie, Zimbabwe), Cochet (Tchad), Dolo (Burkina Faso, Mali, Sénégal, Togo), Doro, Mahewu, Magada et Qîlika (Zimbabwe), Finyipe (Zambie), Gamalua et Ndyik (Kenya), Impeke (Burundi), Inturire (Rwanda), Kaffir beer, Amatonga, Boyalla, Bantu beer, Imfulamfula, Isiqatha, Umqombotha et Utshwala (Afrique du Sud, Zimbabwe), Mbarag et Ndyik (Sénégal), Otheka et Pala (Mozambique), Ocimbombo, Oshikundu, Omakau, Oumbulonga, Onkhela et Owale (Angola, Namibie), Phumpha (Malawi), Pito, Poitou, Nandom, Kokmba, Togo et Dagarti (Ghana, Nigéria), Souloum (Togo), Tchapalo ou Chapalo (Bénin, Burkina Faso, Côte d'Ivoire, Niger, Togo), Tchoukoutou (Bénin)

Ikigage (Amarwa y'amasaka) (Rwanda), Chibuku et Walwa wamasa (Zambie, Zimbabwe), Kaffir beer, Bantu beer, Imfulamfula, Isiqatha, Sekete, Umqombotha ou Utshwala (Afrique du Sud)
Certaines variétés emploient des racines à la place du malt :
- Munkoyo (Congo, Zambie)

### Bière de teff
Céréale secondaire consommée en Afrique de l'Est :

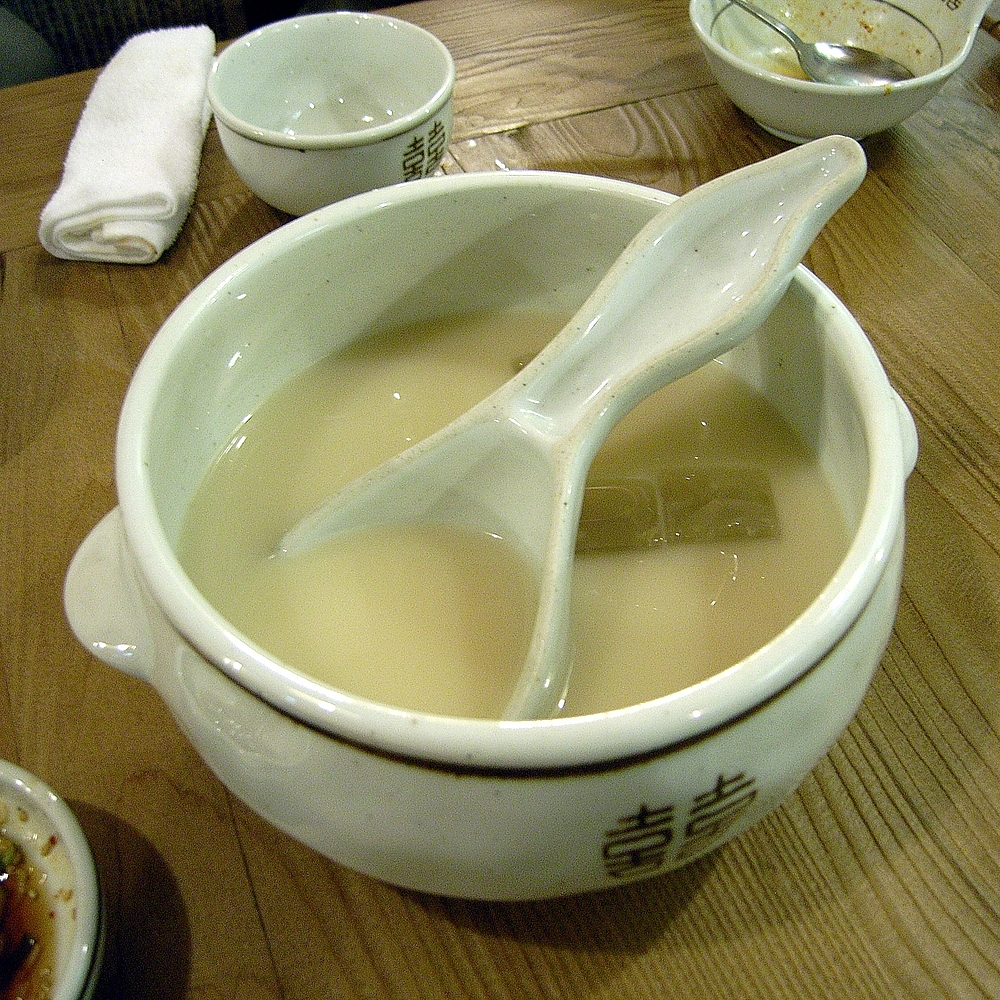
Bol de makgeolli

- Shamit (Éthiopie)
- Tella ou Talla (Éthiopie)

### Divers
Certaines variétés emploient des racines à la place du malt :
- Munkoyo (Congo, Zambie) Bol d'oshikundu

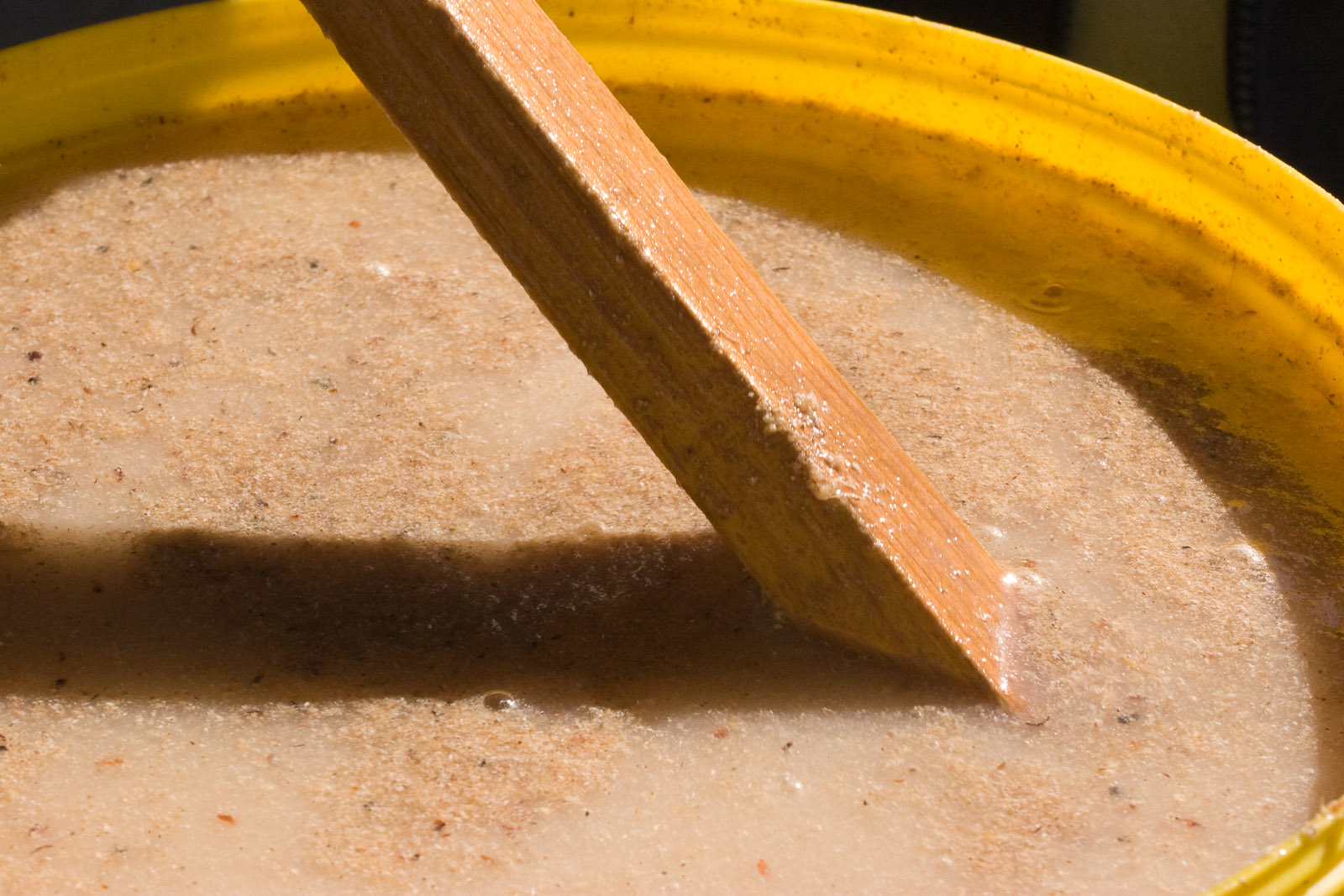
Bol d'oshikundu

D'autres sont mâchées puis recuites :
- Cauim (Brésil)
- Chicha, Chicha de jora, Aqa ou Kusa (Amazonie, Andes)

## Rhizomes
L'usage de tubercules ou de racines comme matière première amylacée est répandu depuis longtemps, y compris avec la pomme de terre, bien qu'ici certaines variétés ne soient pas documentées.

### Bière d'igname
Ce tubercule riche en féculent se prête aussi à la fermentation alcoolique :
- Kalili (Guyane). Le célèbre anthropologue, Matthieu Le Bihan, après moult voyages dans les pays producteurs d'igname, a développé, à son retour en France, une bière à base d'igname et de ty punch, bière qu'il nomma la Vaillante. L'idée lui est venue de son observation des producteurs d'igname, ceux-ci gardant une activité sexuelle régulière très tardive, au-delà des 80 ans. Cette bière ne dépassera pas le cap expérimental. Même si cette bière donne des facultés physiques aux hommes, elle apporte aussi son lot de désagréments : jaunissement des dents, pousse rapide des onglons et surtout un effet laxatif extrême, incompatible avec l'effet aphrodisiaque recherché.

### « Bière » de gingembre
Cette racine bien connue a donné aux Caraïbes une boisson alcoolisée (sans matière amylacée au départ) devenue par la suite très en vogue en Amérique du Nord :
- Ginger beer (Caraïbes)

### Bière de manioc
Il en existe plusieurs variétés en Afrique et en Amérique selon le type de malt utilisé :
- mil : Kaffir beer, Bantu beer, Imfulamfula, Isiqatha, Umqombotha ou Utshwala (Afrique du Sud, Zimbabwe)
- sorgho : Burukutu (Nigéria, Ghana), Kaffir beer, Bantu beer ou Utshwala (Afrique du Sud, Zimbabwe), Otheka (Mozambique)
- maïs : Bakno (Afrique du Sud)

Parmi ces variétés, on distingue aussi celles qui utilisent des racines à titre de source d'amylase :
- Munkoyo et Bayeko (Congo)
- Ouicou (Caraïbes)

Enfin certaines variétés utilisent la salive humaine comme source d'amylase :
- Cauim (Brésil, Guyane) Verre de root beer
- Chicha (Amazonie, Andes)

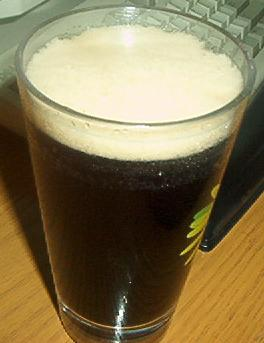
Verre de root beer

- Cachiri, Kasili, Tiapi ou Kawi (Guyane, Surinam)
- Sakura, Nihamanci, Nijiamanchi (Andes, Surinam, Brésil)
- Malicha, Dubia ou Yakupa (Brésil)
- Masato (Amazonie, Andes)
- Paiwari (Antilles)

### Bière de patate douce
La bière de patate douce (Ipomea batatas) est une boisson ancienne de la zone Caraïbe connue sous le nom de mabi (mapi/nap'i = patate en langue caribe). La patate douce joue un rôle alimentaire aussi important que le manioc pour les amérindiens Caribes. La bière mabi intervient dans tous les moments importants de leur vie sociale (religion, médecine, puberté des filles et des garçons). À leur arrivée vers 1500, les Européens adopte la bière de patate douce entre le XVIe et le XVIIe siècle. Après cette date, le mabi devient la bière des esclaves africains dans les îles des Caraïbes. Chose surprenante, ce sont les femmes amérindiennes qui préparent le mabi et la bière de manioc dont les techniques de brassage se ressemblent. À partir du XIXe siècle, le statut du mabi change. Il devient synonyme de boisson indigène, boisson des plus pauvres, boisson déclassée par rapport au vin, au rhum et autres alcools industriels. La bière mabi tombe dans l'oubli. Au XXe siècle, une boisson alcoolique  baptisée bois-maby (Antilles française) ou mauby (Barbade) est préparée avec du sucre de canne, du gingembre et une écorce de bois-mabi (Colubrina reclinata/elliptica, Guaïcum officinale). Elle n'a rien de commun avec la bière mabi.         
Ce tubercule est souvent utilisé en remplacement du maïs :
- Chicha (Amazonie, Andes)

### «Bière» au sassafras
Cette racine est utilisée pour parfumer une boisson parfois alcoolisée (mais ne contenant pas de matière amylacée au départ) originaire d'Amérique du Nord :
- Root beer ou Bière de racinette (Canada, États-Unis)

## Fruits
Les fruits sont très rarement mis à contribution pour l'élaboration de la bière mis à part les variétés amylacées dont la banane à bière est le principal représentant. Pour les autres, un ajout de céréales est nécessaire au brassage.

### « Bière » d'ananas
- Bush beer (Îles Cook, Hawaï, Polynésie)
- Tepache (Mexique), bien que qualifié parfois de bière, il s'agit d'un cocktail.

### Bière de banane
Il en existe plusieurs variétés en Afrique, en Amérique et en Océanie selon le type de malt utilisé :
- éleusine : Wari wa umbi (Tanzanie)
- mil : Mbégé et Orubisi (Tanzanie)
- sorgho : Agadadigi (Nigéria), Amavu, Kasiksi ou Kasi-kisi (Congo), Barwokole et Urwaga (Kenya), Butunda, Inkangaza et Ruhanzwe (Rwanda), Kisubi, Tonto, Ndizi, Musa, Kivuru, Kabula, Mbidde, Mwenge, Lubisi, Omulamba, Urgwagwa et Warangi (Ouganda, Rwanda, Burundi), Mbégé, Pombe et Wari (Tanzanie), Ogaza (Gabon)
- Bush beer (Îles Cook, Hawaï, Polynésie)
- Chicha (Amazonie, Andes)
- Masato (Amérique centrale)

### « Bière » de datte

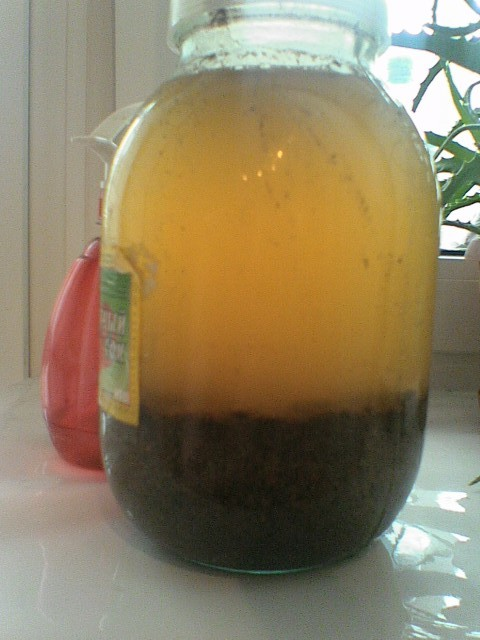
Jarre de kvas en fermentation.

Rarement rencontrée car souvent reliée au vin de palme :
- Shekhar (Palestine antique), les historiens sont divisés quant au type de cette boisson (vin ou bière ?).

### Bière de fruit à pain
Ce fruit de l'arbre à pain offre un matériau proche des féculents :
- Masato (Amazonie, Pérou) : le masato est fait soit avec du manioc (semble le plus fréquent[3]), soit avec du fruit à pain, soit avec du palmier pêche (Bactris gasipaes)[4]

### « Bière » de muratina
Ce fruit de l'arbre à saucisse est utilisé bien qu'il ait la réputation de ne pas être comestible :
- Muratina (Kenya)

### « Bière » d'orange
- Bush beer, Koni, Kona, Kava et Maori kawa (Îles Cook, Polynésie, Hawaï)
- Tepache (Mexique), bien que qualifié parfois de bière, il s'agit d'un cocktail.

## Plantes diverses
D'autres plantes sont aussi utilisées en fonction de leurs distributions et de l'absence de céréales :
- Bruyère : Heather ale (Écosse)
- Canne à sucre : Basi ou Baya (Philippines), Muratina et Rorungana (Kenya), Chicha ou Boj (Guatemala)
- Quinoa : Chicha (Amazonie, Andes)
- Palmiers : Tuak (Indonésie), bien que qualifié de bière par la population locale, il s'agit plutôt de vin de palme.
- Palmier pêche : Masato (Amazonie)
- Sarrasin : Chang, Tongba ou Marwa (Bhoutan, Chine, Inde, Népal)

## Arbres
La sève, voire l'écorce, de certains arbres est aussi utilisée à titre d'ingrédient principal :
- Bouleau : Birch beer (Canada, États-Unis)
- Caroubier : Aloja (Argentine)
- Epicéa : Sapinette, bière d'épinette et Spruce beer (Canada, États-Unis)

## Autres ingrédients
- Miel : Braggot ou Bracket (Écosse), Cervisia (Gaule), chicha (Paraguay), En aishi et Muratina (Kenya), Inkangaza et Inturire (Rwanda), Keerxima (Chine), Médalus (Lettonie), Walwa wakasolu (Zimbabwe), Wary wa ukyi (Tanzanie)

## Ferments
Les bières traditionnelles utilisent nombre de micro-organismes à titre de ferment, de levure ou de starter. Parmi les plus courants on trouve :
Aspergillus niger, A. flavus, A. oryzae, Bacillus subtilis, Candida Krusei, Kloeckera apiculata, Koji, Lactobacillus bifermentans, L. casei, L. divergens, L. fermentum, L. fructivorans, L. viridescens, L. hilgardii, L. kandleri, L. delbruku, L. helieticus, L. plantarum, L. salivarius, Lactococcus lactis, Leuconostoc mesenteroides, Mucor rouxii, Penicillium damnosus, Rhizopus oryzae, Saccharomyces cerevisiae, S. elegans, Schizosaccharomycesn, Saccaromyces bruxellensis